# Makrelosz
Makrelosz (Scomberesox saurus) – gatunek ławicowej ryby morskiej z rodziny makreloszowatych (Scomberesocidae).

## Zasięg występowania
Występuje w Atlantyku, w Morzu Śródziemnym i w okolicach Australii.

## Charakterystyka
Długość 35–50 cm. Za płetwą grzbietową występuje 5–6 dodatkowych małych płetw. Żywi się zooplanktonem.
Makrelosz jest poławiany gospodarczo. Jego mięso jest tłuste, przetwarzane na konserwy.